# رمیینی، کبک
رمیینی (به فرانسوی: Rémigny) شهری در منطقه شهری تمیسکامنگ ناحیه آبیتیبی-تمیسکامنگ در استان کبک کانادا است. در سرشماری سال ۲۰۱۱ این شهر ۳۵۸ نفر جمعیت داشته‌است و مساحت آن ۹۸۵٫۰۳ کیلومتر مربع است.